# Polsonetto
Il polsonetto o ponzonetto è una pentola, un tipo particolare di casseruola. Ha forma approssimativamente semisferica, con le pareti alte e il fondo bombato. Viene realizzato in rame non stagnato e dotato di un lungo manico in legno. Viene usato soprattutto in pasticceria per la cottura di preparazioni particolarmente delicate come lo zabaione, il croccante, creme e sciroppi.
Può avere due forme: una per la cottura sul fuoco, poco profonda, l'altra per la cottura a bagnomaria, stretta e profonda, a forma di cono, entrambe con il fondo arrotondato.

## Uso
La forma particolare,  che ne caratterizza e condiziona l'uso, ne fa una pentola poco usata, riservata alle cucine professionali o molto raffinate.
- Il fondo rotondo non consente di appoggiarlo sul fornello; lo si tiene con una mano per il manico mentre l'altra mescola il contenuto con un cucchiaio di legno e si effettua quindi una cottura a vista.
- La forma arrotondata, priva di spigoli, permette di effettuare una completa rimescolatura di ogni parte del composto che non rimane impigliato negli angoli.
- La buona conducibilità termica da parte del rame di buon spessore garantisce la cottura uniforme di tutta la massa.
- La distribuzione e il controllo della temperatura vengono migliorati con la cottura a bagnomaria.